# Rørbæk
Rørbæk ist ein Ort im Norden der dänischen Halbinsel Jütland. Er gehört zur Gemeinde Rebild in der Region Nordjylland und zählt 383 Einwohner (Stand 1. Januar 2025).

## Entwicklung der Einwohnerzahl
| Jahr           | Einwohner |
| -------------- | --------- |
| 1. Januar 1976 | 338       |
| 1. Januar 1981 | 288       |
| 1. Januar 1986 | 277       |
| 1. Januar 1990 | 359       |
| 1. Januar 1996 | 376       |
| 1. Januar 2000 | 373       |
| 1. Januar 2004 | 382       |
| 1. Januar 2008 | 414       |
| 1. Januar 2009 | 410       |
| 1. Januar 2010 | 421       |

## Verwaltungszugehörigkeit
- bis 31. März 1966: Landgemeinde Rørbæk-Grynderup-Stenild, Ålborg Amt
- 1. April 1966 bis 31. März 1970: Landgemeinde Rørbæk-Nørager, Ålborg Amt
- 1. April 1970 bis 31. Dezember 2006: Nørager Kommune, Nordjyllands Amt
- seit 1. Januar 2007: Rebild Kommune, Region Nordjylland